# Hector (chanteur)
Pour les articles homonymes, voir Jean-Pierre Kalfon, Kalfon et Hector.
 (juillet 2017).
Si vous disposez d'ouvrages ou d'articles de référence ou si vous connaissez des sites web de qualité traitant du thème abordé ici, merci de compléter l'article en donnant les références utiles à sa vérifiabilité et en les liant à la section « Notes et références ».
Hector, nom de scène de Jean-Pierre Kalfon, surnommé « le Chopin du twist », né le 20 décembre 1946 à Paris et mort le 19 février 2020 à Pont-l'Abbé, est un chanteur français des années 60.

## Carrière
Son groupe s’appelle « les Médiators ». En 1964, Hector et ses Médiators se séparent mais Hector continue en solo.
Hector écrit une grande partie des textes de ses chansons en partenariat avec Jean Yanne et Gérard Sire. Il adapte aussi des titres de Screamin Jay Hawkins (Hong Kong).
Le personnage est presque autant connu comme provocateur que comme chanteur. Après s'être fait reprocher d'être resté couvert devant le drapeau, il s'en ouvre à Jean Yanne qui lui propose d'aller « se faire cuire un œuf sur la flamme du Soldat inconnu ». Hector s'exécute, causant ainsi une certaine agitation autour de lui (avec intervention d'une voiture de police).
Il passe à l'Olympia en même temps que les Animals, en faisant monter sur scène pour être dans le ton « quatre poules et deux canards » en guise d'accompagnateurs (en plus de ses cuivres).
Jacques Dutronc lui rend hommage dans un numéro de Salut les copains, en le présentant comme « le champion de la provocation ».
Il est mort d'un cancer le 19 février 2020.

### Les Médiators
- Marc Schleich (guitare solo)
- Serge Mosiniak (basse)
- Gilbert Kravetz (guitare rythmique)
- William Roudil (batterie)

## Discographie
Avec Les Médiators:
- 1963 : Something Else (Sharon Sheeley - Bob Cochran) / Tchang (instrumental) (Marc Schlech - Serge Mosiniak) / Hot Kings: Loin (Kenneth Chambers) / Paris, Je t'aime...d'amour (Schertzinger - Bataille - Henry) (en fait les Médiators !) (disques Philips)
- 1963 : Peggy Sue (Jerry Allison - Norman Petty) / Whole Lotta Shakin’ Goin’ On (Dave Williams - Sunny David) / T’es pas du quartier (Jean Yanne - Gérard Sire - Jean Baïtzouroff) / Je vous déteste (Jean Yanne - Gérard Sire - Jean Baïtzouroff) (disques Philips)
- 1963 : Peggy Sue / Whole Lotta Shakin’ Goin’ On (disques Philips)

Sans Les Médiators:
- 1964 : Alligator (Gérard Sire - Hector - Jerry Leiber - Mike Stoller) / Mon copain Johny (Gérard Sire - Hector - Joy Byers) / La femme de ma vie (Gérard Sire - Hector) / Hong Kong (Gérard Sire - Hector - Screamin' Jay Hawkins) (disques Ducretet Thomson)
- 1966 : Abab l’arabe (Hector - Ray Stevens) / Il faut seulement une petite fille (To Take A Big Man Cry) (Hector - Les Reed - Peter Callander) / Le gamin couché (The Gamma Goochee) (Franck Thomas - John Mangiagli) / À la fin de la semelle (I've Been Loving You Too Long) (Franck Thomas - Jerry Butler - Otis Redding) (texte de pochette signé Homère en personne !) (disques Polydor)
- 1966 : Abab l’arabe / Le gamin couché (disques Polydor)

Hector avec Tom & Jerry (Alain et Bernard Labacci)
- 1970 : Le petit Beaujolais (Alain Labacci - Hector) / La société (Carl D'Errico - Roger Atkins - Hector) accompagnés par l’harmonie municipale de la rue de la Pompe sous la direction du colonel Paul Piot, production Dick Rivers (disques Bongo / Festival)

Hector:
- 1984 : Je vous déteste / T’es pas du quartier / Tchang / Something Else / Peggy Sue / Whole Lotta Shakin’ Goin’On (disques Philips)
- 1996 : Cherchez L'Idole - Bande Originale du Film : Il Faut Saisir Sa Chance (Charles Aznavour - Georges Garvarentz) (Magic Records)
- 2003 : François Jouffa : Pop Culture: Interviews & Reportages 1964-1970: Hector - 23/11/65, (disques Frémeaux & Associés)
- 2006 : Mon Copain Johny / La Femme de Ma Vie / Alligator / Hong Kong (réédition CD avec une pochette cartonnée, copie de celle du vinyle, adaptée au format) (Magic Records)